# Canton de Feignies
Le canton de Feignies est une ancienne division administrative française, située dans le département du Nord et le district du Quesnoy.
En 1790, année de sa création, le canton de Bavay comprenait 15 communes : Assevent, Bersillies, Bettignies, Boussois, Élesmes, Feignies, Gœgnies-Chaussée, La Longueville, Lameries, La Salmagne, Le Gontreuil, Mairieux, Neuf-Mesnil, Vieux-Reng, Villers-Sire-Nicole.
Avant 1794, la commune du Gontreuil est rattachée à Gœgnies-Chaussée.
En 1800, le nombre cantons passe de 4600 à 3000. Le canton de Feignies disparaît. Les communes de Feignies, La Longueville, Neuf-Mesnil sont rattachées au canton de Bavay, les autres à celui de Maubeuge.